# Saint-Bonnet-de-Rochefort
Saint-Bonnet-de-Rochefort település Franciaországban, Allier megyében. Lakosainak száma 714 fő (2022. január 1.). Saint-Bonnet-de-Rochefort Bègues, Charroux, Ébreuil, Jenzat, Mazerier, Naves és Vicq községekkel határos.

## Népesség
A település népessége az elmúlt években az alábbi módon változott:
| Lakosok száma | 701  | 715  | 712  | 646  | 663  | 685  | 698  | 710  | 717  | 714  |
|               | 1968 | 1982 | 1990 | 2006 | 2013 | 2015 | 2017 | 2019 | 2020 | 2022 |